# 城鶏線
城鶏線（じょうけいせん、中国語: 城鸡铁路）は中華人民共和国の中国国鉄の鉄道路線。 黒竜江省牡丹江市の穆棱駅と同鶏西市の西鶏西駅を連絡している全長107kmの路線である。

## 概要
1924年に建設が開始され、翌1925年3月3日に開業した浜綏線下城子駅から梨樹鎮への全線63.5kmの炭鉱鉄道、「穆棱線」が始まりである。穆棱線建設に当たっては131万銀元が投資された。
1938年11月には日本の当局が買収し、南満州鉄道の経営下になった。1940年には921.4万元（満洲銀行券）費用での改修工事が行われ、1942年11月1日には西鶏西駅で虎林線と接続するようになり、同時に「城鶏線」に改称された。
2015年には浜綏線の新線付け替え工事により下城子駅と新穆棱駅の間の浜綏線が本線に編入されたため、穆棱駅が起点駅になった。

## 接続路線
- 穆棱駅：浜綏線
- 西鶏西駅・鶏西駅：林密線